# 西荻窪站
西荻窪站（日语：／ Nishi-ogikubo eki */?）位於日本東京都杉並區西荻南三丁目，是東日本旅客鐵道（JR東日本）中央本線的鐵路車站。中央線快速電車的車站編號是JC 10，中央·總武線各站停車是JB 03。杉並區最西端車站。
作為運行系統有行走急行線的中央線快速電車與行走緩行線的中央·總武線各站停車2個系統停靠。但是中央線快速電車只限平日繁忙時段停靠（參見「中央線快速#快速停車站有關討論」）。另外，中央本線內依據特定都區市內，本站屬於「東京都區內」與東京支社管內的最西端車站。

## 車站構造
快速線、中央、總武線分別為1座島式月台，共2面4線的高架車站。
本站共有2座島式月台，由快速線、緩行線分別使用1座。周末及公眾假期時由於快速線列車全日通過本站，3、4號月台亦同時會被封閉。而平日快速線列車雖然在中野以西路段為各站皆停，但方向幕仍顯示列車種類為「快速」，避免與以三鷹為終點的緩行線混淆。

### 月台配置
| 月台 | 路線                         | 方向 | 目的地                           |
| ---- | ---------------------------- | ---- | -------------------------------- |
| 1    | 中央·總武線（各站停車）      | 西行 | 三鷹方向                         |
| 2    | 中央·總武線（各站停車）      | 東行 | 新宿、千葉、東京地下鐵東西線方向 |
| 3    | 中央線（快速） ※只限平日停靠 | 下行 | 立川、八王子、高尾方向           |
| 4    | 中央線（快速） ※只限平日停靠 | 上行 | 中野、新宿、東京方向             |

（來源：JR東日本:車站構內圖 （页面存档备份，存于））

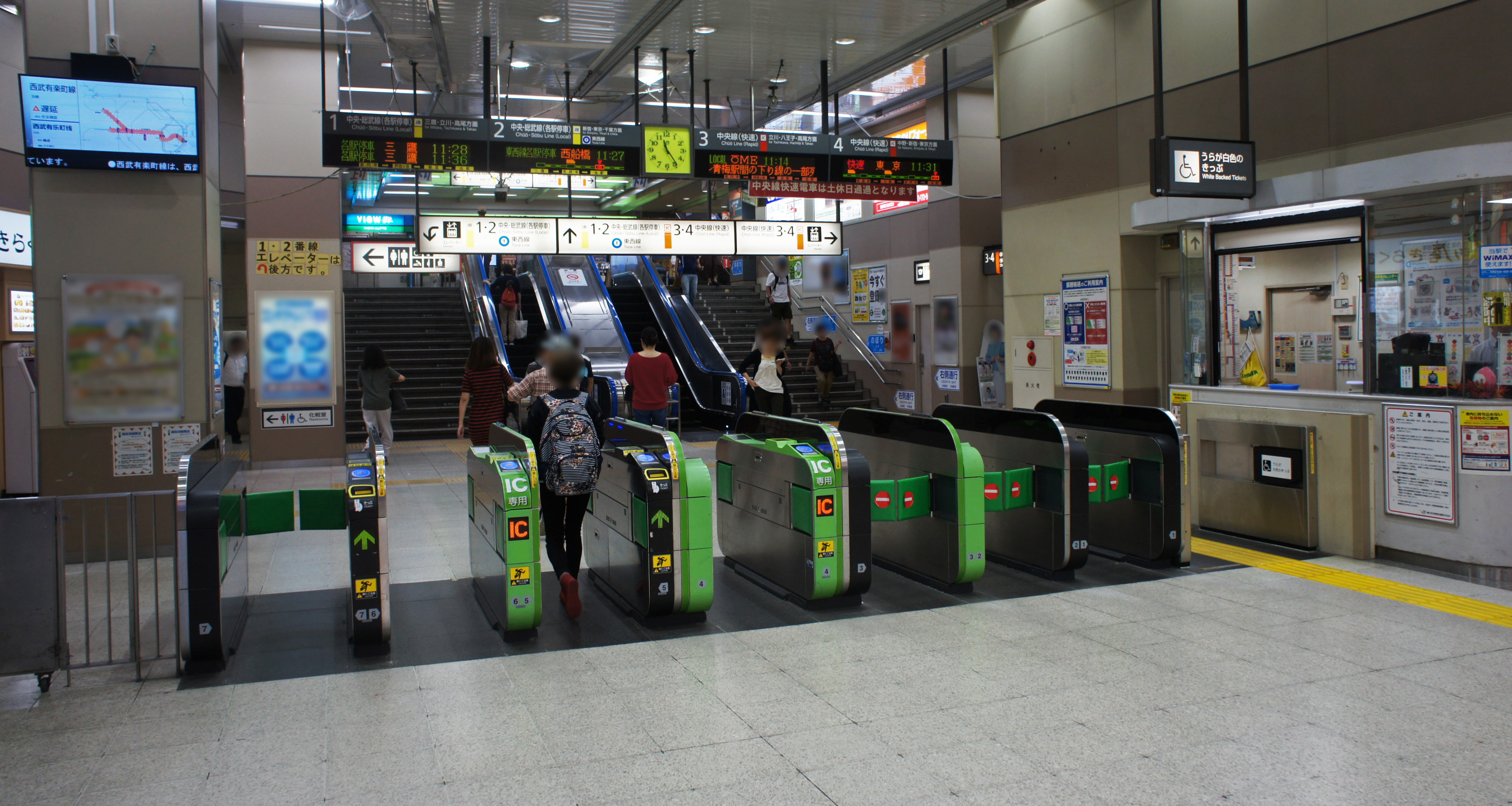
閘口（2019年9月）
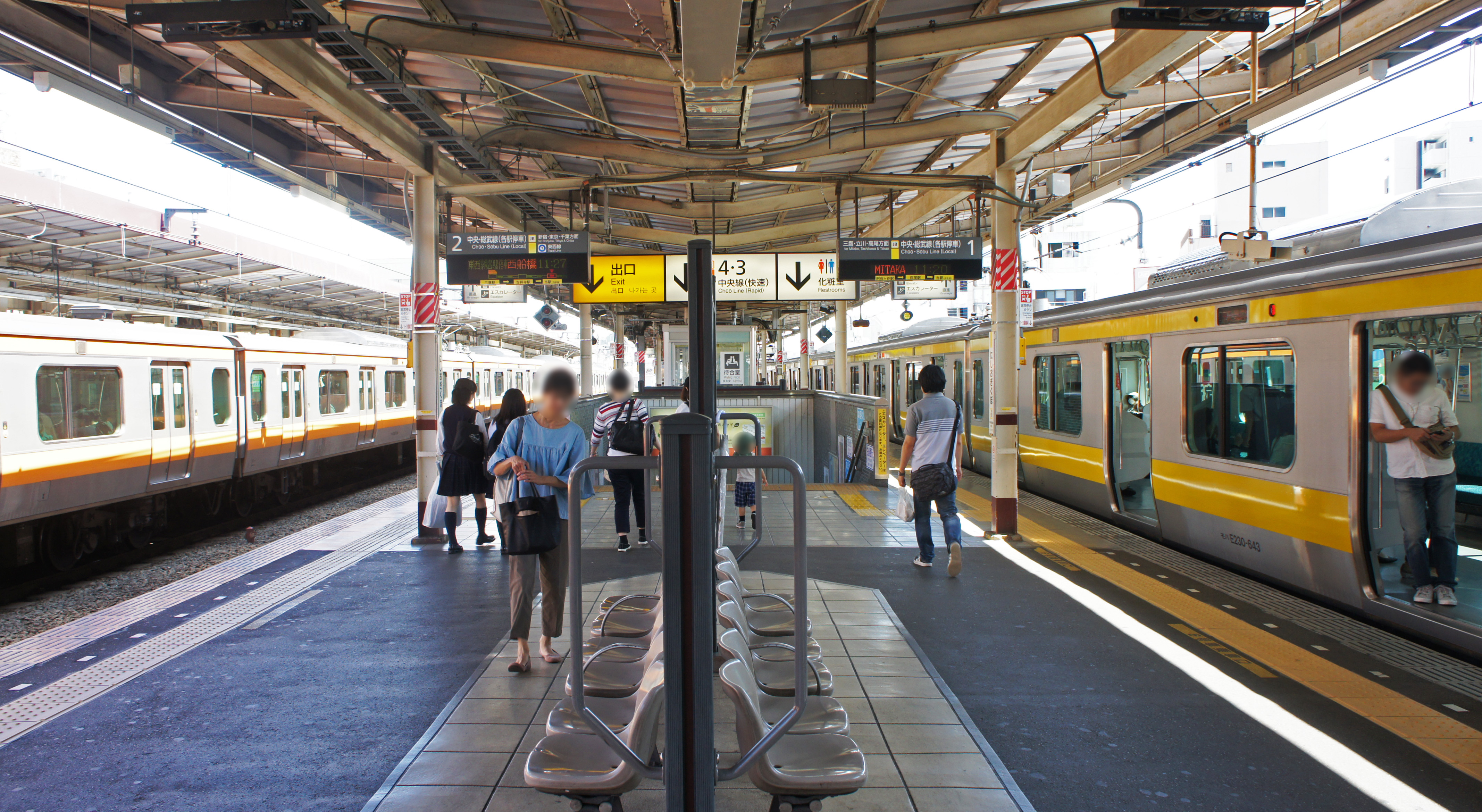
1、2號月台（中央·總武線）（2019年9月）
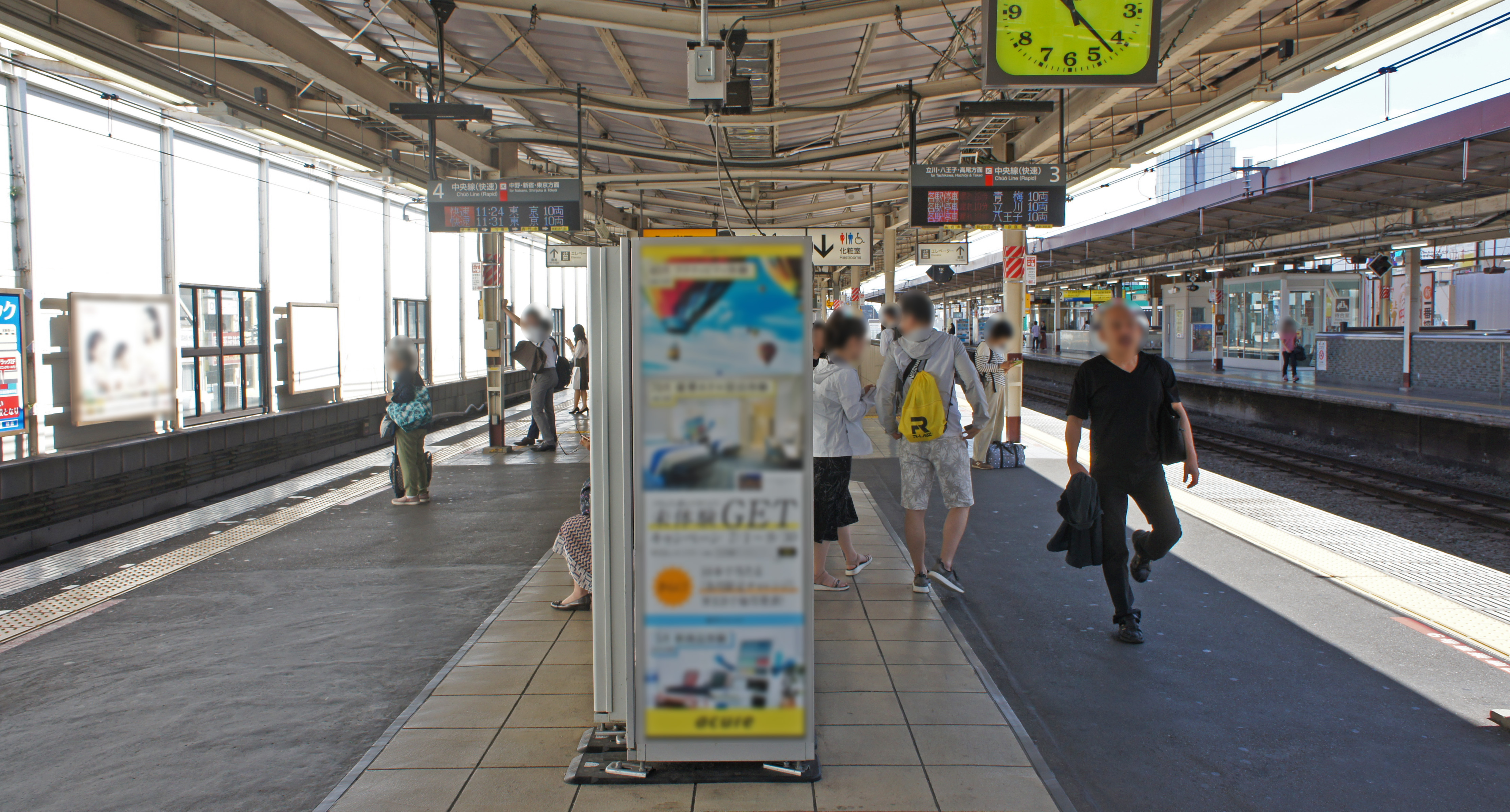
3、4號月台（中央快速線）（2019年9月）
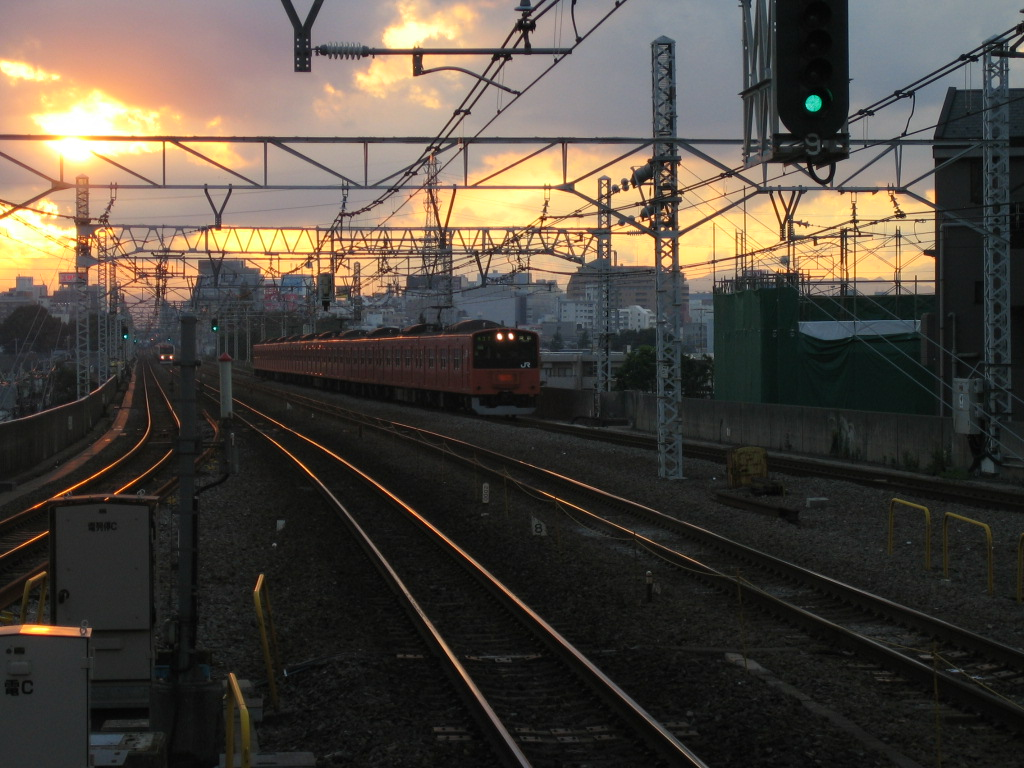
高架複複線上的車站（2007年9月）

## 利用狀況
2019年（令和元年）度1日平均上車人次為45,712人。比兩鄰的吉祥寺站、荻窪站的使用人數都少。
近年的推移如下表。
| 年度               | 1日平均 上車人次 | 來源     |
| ------------------ | ---------------- | -------- |
| 1990年（平成02年） | 45,773           | [ * 1 ]  |
| 1991年（平成03年） | 46,541           | [ * 2 ]  |
| 1992年（平成04年） | 47,047           | [ * 3 ]  |
| 1993年（平成05年） | 46,573           | [ * 4 ]  |
| 1994年（平成06年） | 45,452           | [ * 5 ]  |
| 1995年（平成07年） | 44,536           | [ * 6 ]  |
| 1996年（平成08年） | 44,351           | [ * 7 ]  |
| 1997年（平成09年） | 43,301           | [ * 8 ]  |
| 1998年（平成10年） | 42,022           | [ * 9 ]  |
| 1999年（平成11年） | 41,745           | [ * 10 ] |
| 2000年（平成12年） | 40,680           | [ * 11 ] |
| 2001年（平成13年） | 40,332           | [ * 12 ] |
| 2002年（平成14年） | 39,888           | [ * 13 ] |
| 2003年（平成15年） | 40,206           | [ * 14 ] |
| 2004年（平成16年） | 40,345           | [ * 15 ] |
| 2005年（平成17年） | 40,504           | [ * 16 ] |
| 2006年（平成18年） | 40,620           | [ * 17 ] |
| 2007年（平成19年） | 41,204           | [ * 18 ] |
| 2008年（平成20年） | 41,335           | [ * 19 ] |
| 2009年（平成21年） | 40,695           | [ * 20 ] |
| 2010年（平成22年） | 40,372           | [ * 21 ] |
| 2011年（平成23年） | 40,133           | [ * 22 ] |
| 2012年（平成24年） | 41,101           | [ * 23 ] |
| 2013年（平成25年） | 42,402           | [ * 24 ] |
| 2014年（平成26年） | 42,707           | [ * 25 ] |
| 2015年（平成27年） | 43,919           | [ * 26 ] |
| 2016年（平成28年） | 44,477           | [ * 27 ] |
| 2017年（平成29年） | 45,214           | [ * 28 ] |
| 2018年（平成30年） | 45,778           | [ * 29 ] |
| 2019年（令和元年） | 45,712           |          |

## 車站周邊
車站周邊的道路與站前廣場十分狹窄。形成西荻窪的獨特氣氛。
古董、古書店多。商店街設於車站的北與南，北口那邊比較繁榮。
北口
- 善福寺公園
  - 善福寺池
- 善福寺川
- 東京女子大學
- 吉祥女子中學、高等學校
- 東京都水道局杉並淨水所
- 西荻中央醫院

南口
- 五日市街道
- 井之頭通（水道道路）

## 巴士
- 關東巴士
  - [ 西01 ]　西荻窪站北口～青梅街道營業所
  - [ 西02 ]　西荻窪站北口～上石神井站
  - [ 西03 ]　西荻窪站北口～上石神井站～大泉學園站南口
  - [ 西10 ]　西荻窪站北口～吉祥寺站北口
  - [ 西20 ]　西荻窪站北口～立教女學院～青梅街道營業所
  - [ 西50 ]　西荻窪站北口～今川3丁目～農藝高校～井荻站
  - [ 荻40 ]　荻窪站北口～立教女學院～荻窪站北口
  - [ 荻62 ]　荻窪站南口～西荻窪站南口～荻窪站南口（午前:經神明中學　午後:經宮前3丁目）
- 西武巴士
  - [ 西03 ]　西荻窪站～上石神井站～大泉學園站南口

## 历史
- 1922年7月15日 - 開業。
- 1969年4月6日 - 荻窪站～三鷹站間高架雙複線化完成。

中央線（各站停車）、營團地下鐵（現東京地下鐵）東西線的乘入運行區間延長至荻窪站～三鷹站（日曜、祝日為快速通過）
- 1987年4月1日 - 國鐵分割民營化時由東日本旅客鐵道繼承
- 1994年12月3日 - 時刻表改正後土曜日為休日時間化。（與高圓寺、阿佐谷同樣於土曜日快速列車通過不停站。）

## 相鄰車站
東日本旅客鐵道
 中央線（快速）
■通勤特快、■中央特快、■青梅特快、■通勤快速（以上為全部列車）、■快速（六、日、假期）
通過
■快速（平日下行高尾方向視為「各站停車」）
荻窪（JC 09）－西荻窪（JC 10）－吉祥寺（JC 11）
 中央·總武線（各站停車）、直通 東西線
荻窪（JB 04）－西荻窪（JB 03）－吉祥寺（JB 02）

### 利用狀況
1. ↑  東京都統計年鑑 （页面存档备份，存于） - 東京都
2. ↑  杉並区統計書 （页面存档备份，存于） - 杉並区

JR東日本1999年度以後的上車人次
1. ↑  各駅の乗車人員（1999年度） （页面存档备份，存于） - JR東日本
2. ↑  各駅の乗車人員（2000年度） （页面存档备份，存于） - JR東日本
3. ↑  各駅の乗車人員（2001年度） （页面存档备份，存于） - JR東日本
4. ↑  各駅の乗車人員（2002年度） （页面存档备份，存于） - JR東日本
5. ↑  各駅の乗車人員（2003年度） （页面存档备份，存于） - JR東日本
6. ↑  各駅の乗車人員（2004年度） （页面存档备份，存于） - JR東日本
7. ↑  各駅の乗車人員（2005年度） （页面存档备份，存于） - JR東日本
8. ↑  各駅の乗車人員（2006年度） （页面存档备份，存于） - JR東日本
9. ↑  各駅の乗車人員（2007年度） （页面存档备份，存于） - JR東日本
10. ↑  各駅の乗車人員（2008年度） （页面存档备份，存于） - JR東日本
11. ↑  各駅の乗車人員（2009年度） （页面存档备份，存于） - JR東日本
12. ↑  各駅の乗車人員（2010年度） （页面存档备份，存于） - JR東日本
13. ↑  各駅の乗車人員（2011年度） （页面存档备份，存于） - JR東日本
14. ↑  各駅の乗車人員（2012年度） （页面存档备份，存于） - JR東日本
15. ↑  各駅の乗車人員（2013年度） （页面存档备份，存于） - JR東日本
16. ↑  各駅の乗車人員（2014年度） （页面存档备份，存于） - JR東日本
17. ↑  各駅の乗車人員（2015年度） （页面存档备份，存于） - JR東日本
18. ↑  各駅の乗車人員（2016年度） （页面存档备份，存于） - JR東日本
19. ↑  各駅の乗車人員（2017年度） （页面存档备份，存于） - JR東日本
20. ↑  各駅の乗車人員（2018年度） （页面存档备份，存于） - JR東日本
21. ↑  各駅の乗車人員（2019年度） （页面存档备份，存于） - JR東日本

東京都統計年鑑
1. ↑  .   [2020-07-29]. （原始内容存档于2016-03-05）.
2. ↑  .   [2020-07-29]. （原始内容存档于2016-03-05）.
3. ↑  .   [2017-12-07]. （原始内容存档于2013-08-15）.
4. ↑  .   [2017-12-07]. （原始内容存档于2013-02-03）.
5. ↑  .   [2017-12-07]. （原始内容存档于2013-02-03）.
6. ↑  .   [2017-12-07]. （原始内容存档于2013-02-03）.
7. ↑  .   [2017-12-07]. （原始内容存档于2013-02-03）.
8. ↑  .   [2017-12-07]. （原始内容存档于2016-03-04）.
9. ↑  東京都統計年鑑（平成10年）PDF
10. ↑  東京都統計年鑑（平成11年）PDF
11. ↑  .   [2017-12-07]. （原始内容存档于2016-03-04）.
12. ↑  .   [2017-12-07]. （原始内容存档于2016-03-04）.
13. ↑  東京都統計年鑑（平成14年）[永久]
14. ↑  東京都統計年鑑（平成15年）[永久]
15. ↑  東京都統計年鑑（平成16年）[永久]
16. ↑  東京都統計年鑑（平成17年）[永久]
17. ↑  東京都統計年鑑（平成18年）[永久]
18. ↑  東京都統計年鑑（平成19年）[永久]
19. ↑  東京都統計年鑑（平成20年）[永久]
20. ↑  .   [2017-12-07]. （原始内容存档于2016-03-26）.
21. ↑  .   [2017-12-07]. （原始内容存档于2016-03-27）.
22. ↑  .   [2017-12-07]. （原始内容存档于2016-03-25）.
23. ↑  .   [2017-12-07]. （原始内容存档于2016-03-27）.
24. ↑  .   [2017-12-07]. （原始内容存档于2016-03-22）.
25. ↑  .   [2017-12-07]. （原始内容存档于2017-07-30）.
26. ↑  .   [2017-12-07]. （原始内容存档于2018-11-09）.
27. ↑  .   [2020-07-29]. （原始内容存档于2019-05-02）.
28. ↑  .   [2020-07-29]. （原始内容存档于2019-12-03）.
29. ↑  .   [2020-07-29]. （原始内容存档于2020-08-04）.

## 外部連結
- 車站資訊（西荻窪）：東日本旅客鐵道

35°42′13.83″N 139°35′57.7″E / 35.7038417°N 139.599361°E